# Fjodor Ivanovics Tyutcsev
Fjodor Ivanovics Tyutcsev (Ovsztug, 1803. december 5. – Carszkoje Szelo, 1873. július 27.) orosz költő, diplomata.

## Élete
Hosszabb ideig élt Münchenben és Torinóban, személyesen ismerte Heinét, Schellinget. Az irodalmi életben nem vett részt, nem nevezte magát literátornak. Körülbelül 400 verse maradt fenn, melyekből gyakran szoktak idézni Oroszországban. Korai versei a 18. század költői hagyományainak szellemében születtek. Az 1830-as években született költeményeire az európai (különösen a német) romantika nyomja rá bélyegét. Filozofikus (meditatív) líráját a látomásosság, tudományos pontosság, a mindenség rejtélye, ritmikai hajlékonyság jellemzi. Az 1840-es években több politikai tárgyú cikkben taglalta Oroszország és a nyugati civilizáció kapcsolatának problémáit. Az 1850-es években egész sor, nagy hatású szerelmes verse született, melyekben a szerelmet tragédiaként ábrázolta. Ezen versek később az úgynevezett «gyenyiszevszkij ciklusba» lettek foglalva, mely a költő szerelmének, Genyiszjevának lett szentelve. Az 1860-1870-es években költészetét a politikai témák jellemzik.
Egyik híres verse, a «Silentium!» keserű felhívás a hallgatásra, a másik pontos megértésének lehetetlensége fölötti bánat. «Нам не дано предугадать, как слово наше отзовется» – ez az egyik leggyakrabban idézett verssora Tyutcsevnek, valamint az «Умом Россию не понять» című négysoros verse (Szabó Lőrinc fordításában: «Oroszország», első sora: «Oroszországot, ész, nem érted»).

## Magyarul
- Versek; ford. Szabó Lőrinc, tan., jegyz. Leszev Irén; Új Magyar Kiadó, Bp., 1954
- A tenger paripái. Válogatott versek; ford. Szabó Lőrinc; Magyar Helikon–Európa, Bp., 1974
- Fjodor Tyutcsev, Afanaszij Fet és Ivan Bunyin versei; vál. Misonova Natalja, Pór Judit, utószó Pór Judit, ford. Bajcsi Cecília et al.; Európa, Bp., 1986 (Lyra mundi)
- Lengyel Géza: Ermitage pandémia idején. Versek és F. I. Tyutcsev (1803–1873) verseinek fordítása, 2019–22; szerzői, Bp., 2022

## Külső hivatkozások
- Tyutcseviana
- Tyutcsev művei oroszul és magyarul Bábel Web Antológia